# Dirk Laucke
Dirk Laucke (Schkeuditz, Alemanya, 1982). És un dels dramaturgs més destacats de l'escena alemanya actual. Va créixer a Halle, a l'antiga RDA, i va estudiar Psicologia i Escriptura escènica a Leipzig i a Berlín, on viu actualment. És autor d'una desena d'obres teatrals que s'han representat en diversos escenaris d'Alemanya i Àustria, entre ells al prestigiós Festival de Salzburg i a les jornades teatrals Mülheimner Theatertagen. El 2006 va rebre el Premi de Foment Kleist per a joves dramaturgs per la seva obra Vell Ford Escort blau fosc, i el 2007 va ser convidat per la Sala Beckett de Barcelona a participar en el seu Obrador Internacional de Dramatúrgia.